# 三浦可栄
三浦 可栄（みうら よしえ ）は北海道出身の箏演奏家。十七絃箏奏者　三浦可栄箏教室主宰。2004年ＮＨＫ邦楽技能者育成会第49期卒業。2006年東海大学大学院 芸術学研究科 音響芸術専攻修了。

## 略歴
7歳より生田流箏曲を学ぶ。沢井忠夫、沢井一恵、福永千恵子に師事。沢井箏曲院教師として活動する。海外との箏による交流を積極的に行い、ドイツのシュレースヴィヒ＝ホルシュタイン音楽祭、カナダの「ケベック博覧会」（日本館パビリオン）、バングラデシュ日本国交樹立30周年記念式典にて演奏。 

## 現在所属しているグループ
- 沢井忠夫合奏団・NHK伝統和楽団団員[1]。
- 翼の会(NHK邦楽技能者育成会第49期生による)、箏衛門所属。
- KO・TO²・KAI
- 日本三曲協会